# بيرثا كومبز
بيرثا كومبز (بالإنجليزية: Bertha Coombs)‏ هي صحفية أمريكية، ولدت في 28 ديسمبر 1961.